# Contea di Maqu
La contea di Maqu (玛曲县S) è una contea della Cina, situata nella provincia del Gansu e amministrata dalla prefettura autonoma tibetana di Gannan.